# Automoto

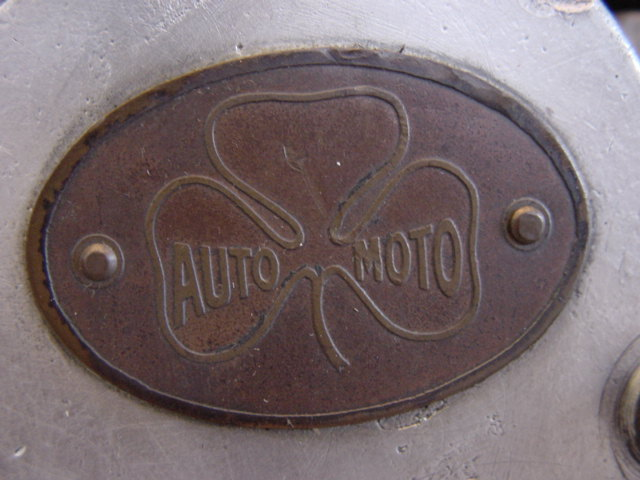
Emblem

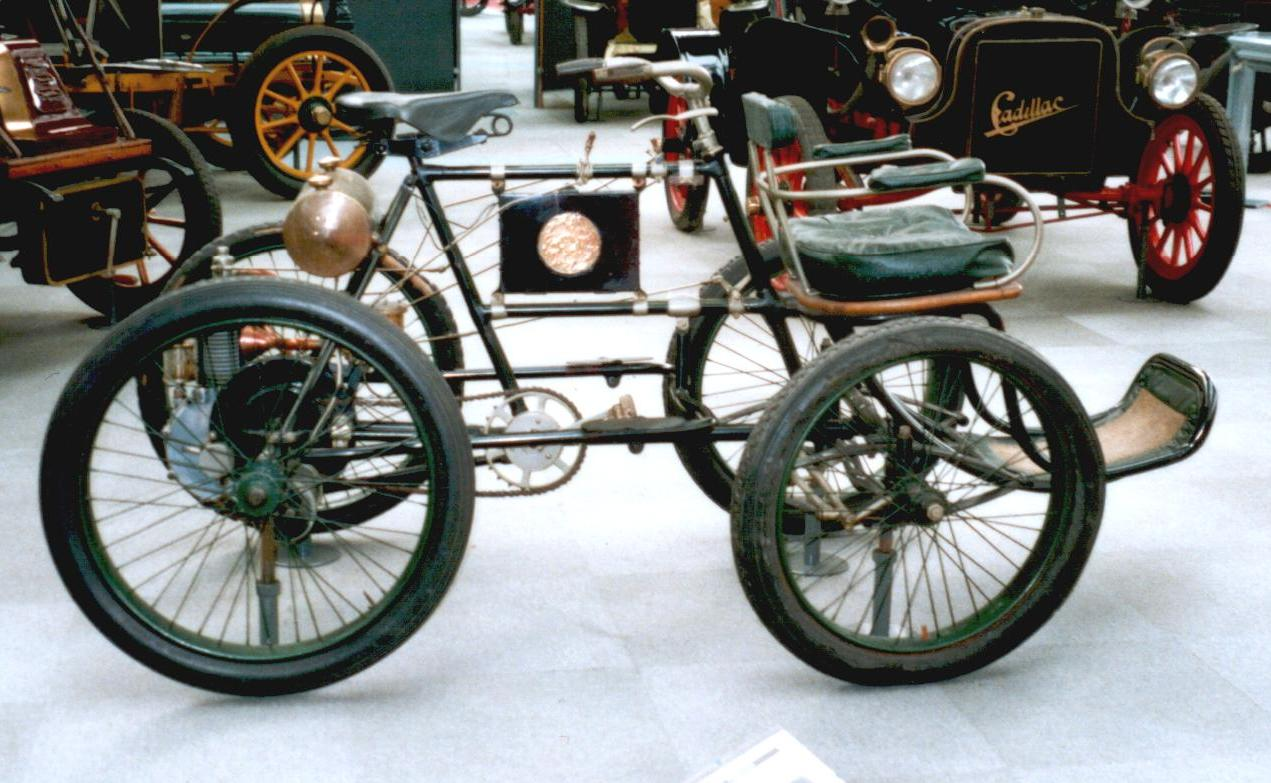
Quadricycle von 1899

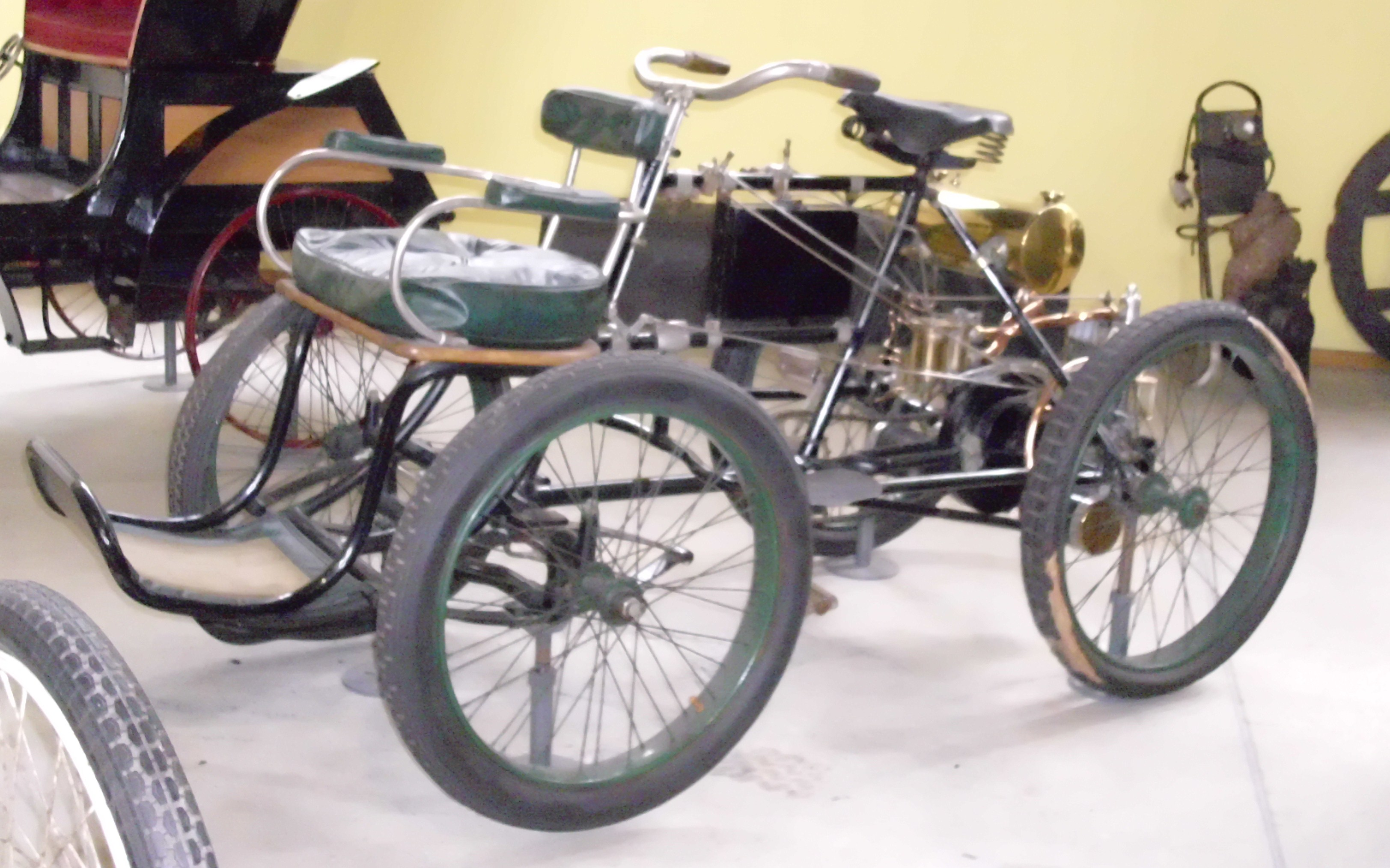
Quadricycle von 1899

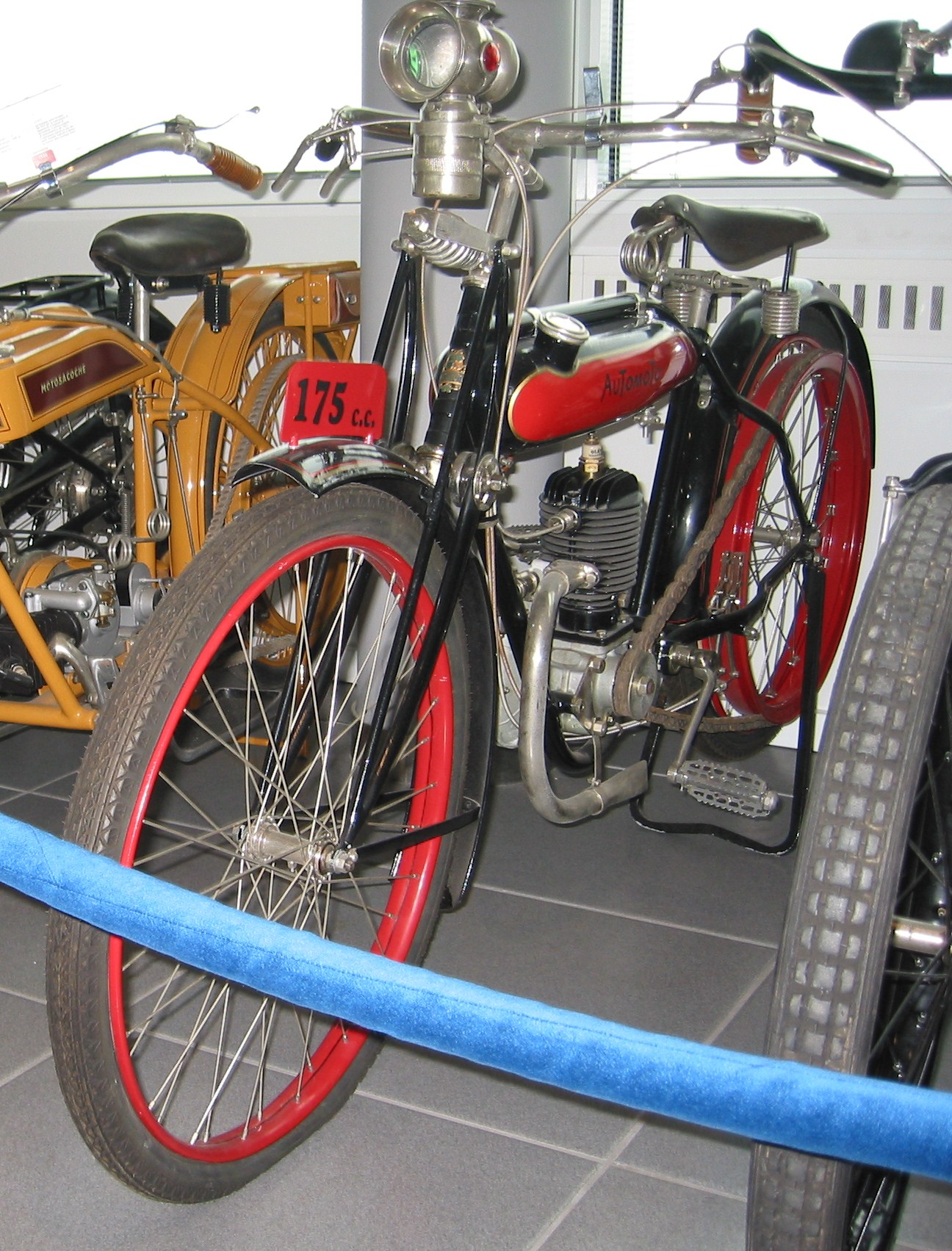
Motorrad

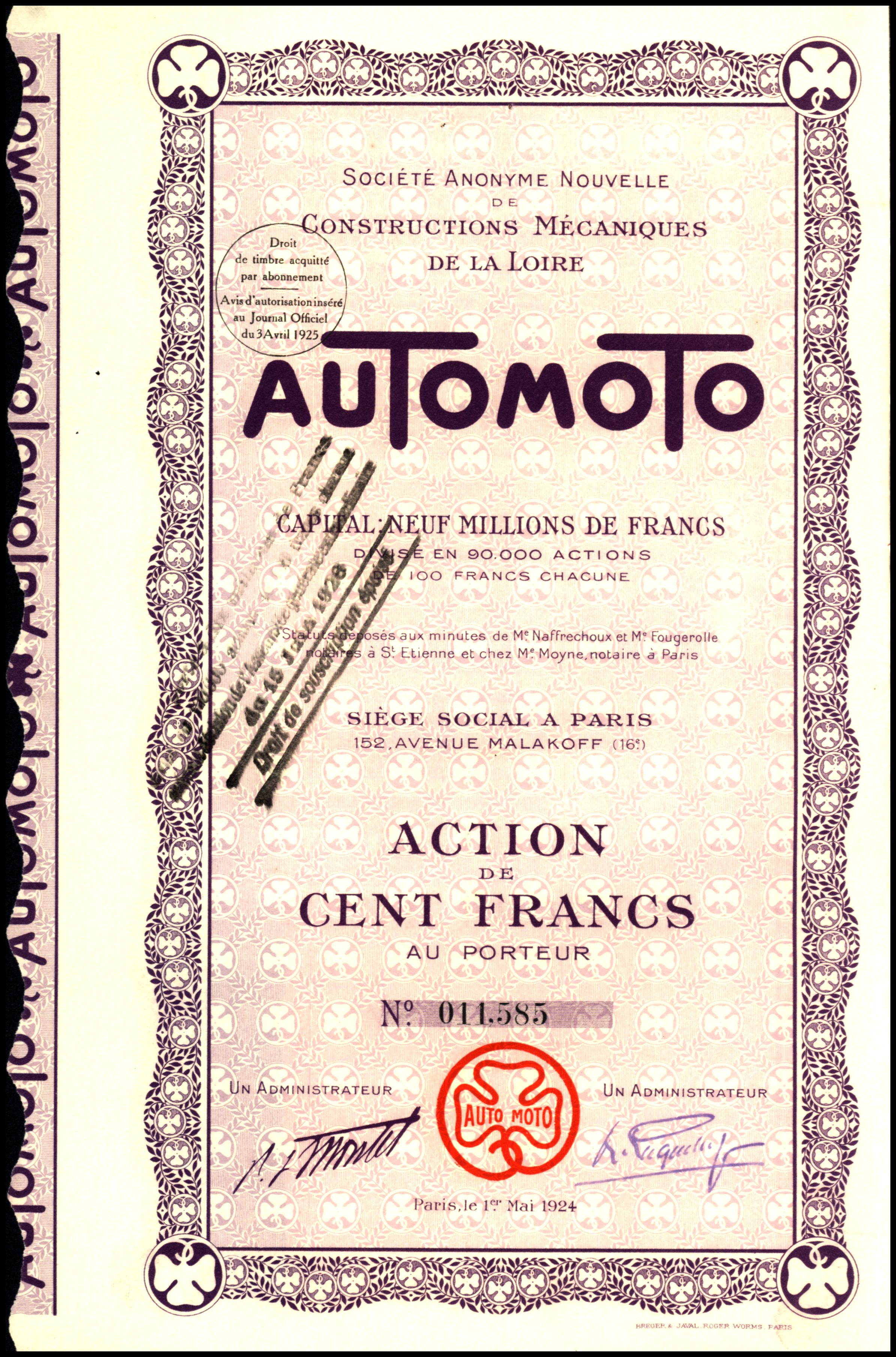
Aktie der SA Nouvelle de Constructions Mécaniques de la Loire AUTOMOTO vom 1. Mai 1924

Automoto war ein französischer Fahrrad-, Motorrad- und Automobil-Hersteller.

## Unternehmensgeschichte
Das Unternehmen wurde als Chavanet, Gros, Picard et Cie gegründet und benannte sich später in SA Nouvelle de Constructions Mécaniques de la Loire AUTOMOTO um. Es stellte in Saint-Étienne im Département Loire, in der Avenue Malakoff in Paris und in Beaulieu-Valentigney zwischen den Jahren 1899 und 1962 Fahrräder, Motorräder und Autos verschiedener Klassen her. Außerdem vermarktete das Unternehmen einige Fahrzeuge als Svelte.

## Fahrzeuge

### Motorräder
Für den Antrieb sorgten Einbaumotoren (Zweitakter und Viertakter). Die Einbaumotoren wurden vor dem Zweiten Weltkrieg von Chaise, Zurcher und J.A.P. bezogen, nach dem Krieg von AMC. 1962 ging die Marke in der Gruppe Terrot und Peugeot auf.

### Automobile
Die Automobilproduktion umfasste Dreiräder Tricycles, vierrädrige Quadricycles, das Modell 4 ½ CV mit einem Einzylindermotor sowie die Modelle 12 CV, 20 CV, 30 CV  und 40 CV mit Vierzylindermotoren. Sie endete bereits 1907.
Ein Automoto-Quadricycle ist im Automuseum Autoworld Brussels in Brüssel zu besichtigen.